# Saint-Benoît-d’Hébertot
Saint-Benoît-d’Hébertot ist eine französische Gemeinde mit 467 Einwohnern (Stand 1. Januar 2022) im Département Calvados in der Region Normandie. Sie gehört zum Arrondissement Lisieux und zum Kanton Pont-l’Évêque. 
Sie grenzt im Nordwesten an Le Theil-en-Auge, im Norden an Genneville, im Nordosten an Quetteville, im Südosten an Beuzeville, im Süden an Saint-André-d’Hébertot, im Südwesten an Vieux-Bourg und im Westen an Saint-Gatien-des-Bois.

## Bevölkerungsentwicklung
| Jahr      | 1962 | 1968 | 1975 | 1982 | 1990 | 1999 | 2008 | 2015 |
| --------- | ---- | ---- | ---- | ---- | ---- | ---- | ---- | ---- |
| Einwohner | 265  | 240  | 266  | 243  | 286  | 293  | 343  | 423  |